# Ryszard Jasiński (wiceminister)
Ryszard Walerian Jasiński (ur. 7 stycznia 1935 w Rzeszowie, zm. 22 sierpnia 2019 w Warszawie) – polski działacz partyjny i państwowy, inżynier budownictwa, podsekretarz stanu w Ministerstwie Budownictwa i Przemysłu Materiałów Budowlanych (1976–1981).

## Życiorys
Syn Jana i Stanisławy. W 1953 ukończył I Liceum Ogólnokształcące w Rzeszowie, a w 1957 Politechnikę Śląskiej. W młodości grał w drużynie piłkarskiej Spójnia Rzeszów. W latach 60. i 70. pracował jako dyrektor Białostockiego i Rzeszowskiego Zjednoczenia Budownictwa. Przez szereg lat zasiadał również w zarządzie spółki Budimex. Był związany z klubem sportowym CWKS Resovia, w 1974 został prezesem klubu, później był jego honorowym prezesem.
W 1956 wstąpił do Polskiej Zjednoczonej Partii Robotniczej. Od 1959 do 1960 instruktor w Wydział Ekonomicznym Komitecie Wojewódzkim PZPR w Rzeszowie, później był członkiem plenum i egzekutywy (1975–1976) tegoż Komitetu Wojewódzkiego. Od lipca 1976 do sierpnia 1981 był podsekretarzem stanu w Ministerstwie Budownictwa i Przemysłu Materiałów Budowlanych. Kierował także Międzyresortowym Zespołem ds. Koordynacji Realizacji Inwestycji w Elektrowniach 
i Elektrociepłowniach (1976–1978) oraz był pełnomocnikiem rządu ds.  budowy zakładów celulozowo-papierniczych w Kwidzynie (1978–1981).
30 sierpnia 2019 pochowany na Cmentarzu Bródnowskim w Warszawie.

## Odznaczenia
Został odznaczony Krzyżem Komandorskim Orderu Odrodzenia Polski.